# 덕녕공주
정순숙의공주 또는 덕녕공주(貞順淑儀公主 또는 德寧公主, ? ~ 1375년 4월 15일(음력 3월 14일))는 고려의 제28대 군주였던 충혜왕의 제1비이다. 충목왕의 어머니이며, 쿠빌라이 칸의 7남 서평왕 오그룩치의 후손이다. 본명은 보르지긴 이렌첸빤(孛兒只斤 亦憐眞班, 패아지근 역린진반)이다.
아들 충목왕이 어린 나이로 즉위하자 섭정이 되었으며, 충혜왕의 서자 충정왕 즉위 후에도 정사에 관여하여 충정왕의 외척들과 수시로 갈등하였다. 이후 공민왕 즉위 후에는 태후의 예로 예우받았다.

## 생애

### 결혼
원나라 진서무정왕 초팔의 딸로 몽고식 이름은 보르지긴 이렌첸빤(孛兒只斤 亦憐眞班)이다. 원 세조 쿠빌라이의 고손녀로, 원 성종과는 6촌, 원 무종과 원 인종, 원 태정제와는 7촌간이다. 당시 진서무정왕이라는 작위는 원 황실 내에서 비교적 지위가 낮은 제왕이었으나, 초팔이 여러 차례 반란을 진압하면서 수대에 걸친 황제들에게 두터운 신임을 받았기에 충혜왕을 사위로 맞이할 수 있었던 것으로 보인다.

### 섭정과 정치 활동
1330년(충숙왕 17년) 충혜왕이 원나라에 있을 때 충혜왕에게 시집왔으며, 이해 7월 고려에 들어와 연경궁(延慶宮)에서 거처하였다. 충혜왕과의 사이에서 1남 1녀를 낳았는데, 그 아들(충목왕)이 1344년(충목왕 즉위년) 왕위에 올랐다. 그녀는 즉위 당시 8세에 불과했던 충목왕을 대신해 국사를 처결하였으며, 이때 배전, 강윤충 등을 지나치게 총애하여 지내 구설수에 올랐다. 또 충혜왕과 희비 윤씨의 소생의 서자 충정왕이 즉위한 후에도 정사에 관여하였으나 충정왕은 이를 막을 수 없었다.
한편 이 때문에 희비 윤씨 및 윤계종 등의 친족들이 반발하였다. 이 와중에 외가 친척인 윤시우와 배전 등이 세도를 형성하여 정치가 문란해지고, 1350년에는 고려 국내에서 처음으로 왜구의 습격이 계속되었으며, 마침내 충정왕은 1351년 폐위된다.

### 생애 후반
공민왕이 즉위한 후에도 그녀는 고려에서 지내면서 왕실로부터 극진한 대접을 받았으며, 1367년(공민왕 16년)에는 원나라로부터 정순숙의공주(貞順淑儀公主)의 호를 받았다. 1375년(우왕 1년)에 사망하여 1377년(우왕 3년) 신효사의 충혜왕 진전에 부제되고, 1390년(공양왕 2년)에는 충혜왕의 정비로서 대묘에 합사되었다. 능은 경릉(頃陵)이다.

## 가족 관계
- 부왕 : 진서무정왕 초팔(鎭西武靖王 焦八)
  - 형제 : 양왕 당올반(凉王 党兀班)
  - 남편 : 제28대 충혜왕(忠惠王, 1315~1344, 재위:1330~1332, 1339~1344)
    - 아들 : 제29대 충목왕(忠穆王, 1337~1348, 재위:1344~1348)
    - 딸 : 장녕공주(長寧公主, 생몰년 미상)

## 덕녕공주가 등장하는 작품
- 《신돈》(MBC, 2005, 배우:김여진)

## 같이 보기
- 노국대장공주
- 김오